# Ciało (singel)
Ciało (cz. Tělo) – singel polsko-czeskiej piosenkarki Ewy Farnej. Singel został wydany 25 maja 2021.
Kompozycja znalazła się na 47. miejscu listy Rádio – Top 100, najczęściej odtwarzanych utworów w czeskich rozgłośniach radiowych.

## Geneza utworu i historia wydania
Utwór napisali i skomponowali Ewa Farna, Jan Vávra, Jana Infeldová i Lukáš Chromek, który również odpowiada za produkcję piosenki.
Singel ukazał się w formacie digital download 25 maja 2021 w Czechach za pośrednictwem wytwórni płytowej EWOlution. Piosenka została umieszczona na piątym czeskojęzycznym albumie studyjnym Ewy Farnej – Umami.

## „Tělo” w stacjach radiowych
Nagranie było notowane na 47. miejscu w zestawieniu Rádio – Top 100, najczęściej odtwarzanych utworów w czeskich rozgłośniach radiowych.

## Teledysk
Do utworu powstał teledysk w reżyserii Ondřeja Kudyna, który udostępniono w dniu premiery singla za pośrednictwem serwisu YouTube.

## Lista utworów
- Digital download[2]

1. „Tělo” – 3:40

## Notowania

### Pozycje na listach airplay
| Kraj   | Lista (2021)    | Najwyższa pozycja |
| ------ | --------------- | ----------------- |
| Czechy | Rádio – Top 100 | 47                |

## Ciało
Ciało – pierwszy singel polsko-czeskiej piosenkarki Ewy Farnej z jej szóstego polskojęzycznego albumu studyjnego, zatytułowanego Umami. Singel został wydany 25 maja 2021. Utwór jest polską wersją singla „Tělo”.

### Geneza utworu i historia wydania
Utwór napisali i skomponowali Ewa Farna, Małgorzata Jamroży, Piotr Kozieradzki, Jan Vávra i Lukáš Chromek, który również odpowiada za produkcję piosenki. W opisie utworu opublikowanego w serwisie YouTube napisano, iż:

Piosenka jest o zaakceptowaniu zmian na ciele, na które nie mamy wpływu. A coś czuję, że na przyszłość to może być numer, który zawsze będzie mi przypominał jak ważne jest starać się przyjąć to, co życie będzie na mnie pisało. Bo pewnie będzie. Dziękuję wszystkim niesamowitym dziewczynom, które podzieliły się swoją historią i swoją postawą, też mnie zainspirowały do okrycia tej swojej.

Singel ukazał się w formacie digital download 25 maja 2021 w Polsce za pośrednictwem wytwórni płytowej EWOlution w dystrybucji Warner Music Poland. Piosenka została umieszczona na szóstym polskojęzycznym albumie studyjnym Ewy Farnej – Umami.

### Teledysk
Do utworu powstał teledysk, który tak jak w przypadku czeskiej wersji, reżyserem był Ondřej Kudyn. W zapowiedziach teledysku występowały różne kobiety, których ciało zmieniło się na skutek ciąży, choroby czy wypadku.

### Lista utworów
- Digital download[7]

1. „Ciało” – 3:40